# Laurentia McLachlan
Laurentia McLachlan (Coatbridge, 11 gennaio 1866 – Wass, 23 agosto 1953) è stata una religiosa e musicologa scozzese.

## Biografia
Laurentia McLachlan nacque a Coatbridge, in Scozia, la minore dei sette figli di Henry McLachlan e Mary McAleese. Nel 1884 entrò nell'abbazia benedettina di Stanbrook, di cui divenne badessa nel 1931. 
Grandissima esperta di musica religiosa, alla McLachlan va il merito di aver dato un importante contributo nel riportare in auge il canto gregoriano in Inghilterra, affermandosi come una delle maggiori esperte di musica e manoscritti medievali. Nel 1934 Pio XI le conferì la Croce pro Benemerenti per il suo contributo alla musica sacra.
Morì nella sua abbazia nel 1953 all'età di ottantasette anni, settanta dei quali trascorsi come monaca di clausura senza mai uscire dal monastero.

## Nella cultura di massa
Laurentia McLachlan è una della protagonista della pièce di Hugh Whitemore The Best of Friends (1988). Nella commedia la monaca è stata interpretata da diversi attori di rilievo, tra cui Rosemary Harris in occasione della prima e da Patricia Routledge nel revival londinese del 2006.